# القصيدة المنفرجة
المُنْفرِجَة هي قصيدة اشتهرَ بها ابن النحوي شاعتْ في المغرب والمشرقِ، وعُرفتْ في الوسَطِ الصوفي بذلك الاسم، وهذه القصيدةُ مُشتملة على أربعين بيتًا، قال عنها ابن عبد الملك: «هي قصيدةٌ مشهورةٌ، كثيرةُ الوجود بأيدِي الناس، ولمْ يزالوا يَتَوَاصَوْنَ بحفظِها، ويتجافون عمَّا حواه معظمها مِنْ حوشيّ لفظها»، وقال عنها أبو العباس النقاوسي: «وشَهِدَتْ هذِه القَصيدةُ لَهُ بجوْدَةِ الشِّعْرِ وإتْقانِه، واستعمال أساليبِ البلاغةِ فيهِ بلَا تكلّف؛ بلْ بمقتضى السَّليقَة، وجودة الطبيعةِ، أعْتَرِفُ بالعجزِ عنْ أدْنَى مَرامِهَا، والوقوفِ على أوَّلِ قَدَمٍ مِنْ مقَامِها». 
هكذا كُتبَ للمنفرجة الذيوع والانتشار بين الناس، وكثرت العناية بها، ليس بالحفظ فحسب؛ بل بالشرح والتخميس والمعارضة.
ومن الذين خمَّسُوهَا:
- أبو مُحمَّد عبد الله بن نعِيم الحَضْرمي القُرطبيّ، وتخميسه كاملٌ في كتاب عنوان الدراية.[3]
- الفقيه أبُو عبد الله مُحمَّد بن عليّ الـمِصْريّ الذي سمى تخميسه بـ"عُجَالَة الرويَّة في تَسْمِيطِ القصيدة النحوية".[4]

وشرحَها كثيرون، منهم:
- أبُو العباس النَّقَاوسِيّ، وسَمَّى شرحَهُ: الأنْوارَ المنْبَلِجَة فِي بَسْطِ أسْرَارِ المُنْفَرِجَة، وقد صدر بتحقيق: د. محمد عبد السلام محمد سويسي، ونشرته جامعة المرقب - ليبيا سنة 2016 م.
- الشيخ: محمد بن محمد الدّلجِيّ (ت 947 هـ) وسماه: اللوامع اللهجة بأسرار المنفرجة، وقد صدر بتحقيق: د. محمد عبد السلام محمد سويسي، ونشرته جامعة المرقب - ليبيا سنة 2016 م.
- علاء الدين علي بن يوسف العاتكي، المعروف بالبُصْرَويِّ (ت 905 هـ) وسَمَهُ بـ"السريرة المنزعجة لشرح القصيدة المنفرجة" وقد صدر بتحقيق: د. محمد عبد السلام محمد سويسي، ونشرته جامعة المرقب - ليبيا سنة 2016 م.

ومِمَّنْ عارضَهَا:
- الفقيه أبو العباس أحمد بن رستم (ت 621 هـ)، الذي قال في أول قصيدته: اشْتَدِّي أزْمَةُ تَنْفَرِجِي   فَالضِّيقُ يَنُوطُ بِالفَرَجِ.
- علاء الدين علي بن إسماعيل التبريزي (ت 729 هـ).[5]
- مصطفى بن كمال الدين البكري (ت 1162 هـ).
- الشاعر محمود بيرم التونسي (ت 1962 م)، وغيرهم.